# 大石镇 (叙永县)
大石乡，是中华人民共和国四川省泸州市叙永县下辖的一个乡镇级行政单位。

## 行政区划
大石乡下辖以下地区：
大石社区、兴阳村、白云村、旺龙村、龙井村、三门村、互助村、双全村和大石村。